# 坂本詩緒里
坂本 詩緒里（さかもと しおり、1988年4月6日 - ）は、日本のプロボウラー。JPBA第48期生。ライセンスNo.529（2015年交付）。東京都あきる野市出身。身長162cm。血液型B型。右投げ。用品契約はハイ・スポーツ。ラウンドワン所属。ニックネームは「しーちゃん」。

## 人物
元々はバレリーナを目指しており、中学卒業後にロシアに5年間バレエ留学した経歴を持つ。その為ロシア語が堪能である。また、帰国後に女優として活動していた時期もある。
第2回次世代P★リーガー発掘プロジェクトに合格。他のメンバーには寺下智香・鶴井亜南・前屋瑠美・浦麻紗実らがいる。Pリーグのキャッチフレーズは「ロシア帰りのプリマボウラー」。
発掘プロジェクトの合格後に、日本プロボウリング協会のプロテストに合格してプロ入りを果たした。
Pリーグは第6シーズンでデビュー、6ショット落ちでシーズン第2戦の第59戦がデビュー戦となったが、小林姉妹に勝利し、デビュー戦を飾った。　初優勝は初の6ショット落ち以外で出場停止明けの第63戦で飾った。第2次発掘プロジェクト出身者では一番乗り。
プロ入り後の公式戦は、ROUND1CupLadies2015で初めて予選を通過した。
妹が居て、姉妹で自身のYouTube配信やプロチャレンジのイベントに登場することがある。
2019年1月16日よりラウンドワン所属となった。
2019年12月31日自身のSNSにて一般男性との結婚を発表。
2021年5月31日のブログで妊娠したことと、新型コロナウィルス流行もあり早めの産休を取ることを公表した。
2021年11月8日第1子となる女児を出産。

## プロ入り後の戦績

### 2015年
- ROUND1CupLadies2015 42位
- JLBCクィーンズオープン 9位

### 2017年
- ｽｶｲAｶｯﾌﾟ2017女子新人戦 23位

### 2019年
- 東海オープン 9位
- ｽｶｲAｶｯﾌﾟ2019女子新人戦 30位

## Pリーグでの成績（第3位以上）
- 第63戦 優勝
- 第64戦 準優勝
- 第76戦 3位